# 弗拉基米尔·索斯诺夫斯基
弗拉基米尔·季莫费耶维奇·索斯诺夫斯基（俄语：Владимир Тимофеевич Сосновский，1940年3月10日—2020年6月5日），俄罗斯教育家、政治人物。曾任阿尔马维尔国立师范大学校长、阿尔马维尔市杜马主席等职务。

## 生平
1940年生于克拉斯诺达尔边疆区拉賓斯克區纳尔科姆泽姆村。1958年至1963年就读于阿尔马维尔国立师范学院，毕业后留校任教。1966年在莫斯科国立师范学院研究生院深造。1970年回到阿尔马维尔国立师范学院工作，历任系主任、教务长、副校长，1987年至2009年担任校长。任期内为学校的发展做出巨大贡献，2003年升格为大学。2010年当选为第五届阿尔马维尔市杜马主席。2020年6月5日逝世。

## 荣誉
- 阿尔马维尔市荣誉市民（2005年）
- 俄罗斯联邦功勋高等教育工作者（1998年）